# Rifugio Laghi Gemelli
Il rifugio Laghi Gemelli è un rifugio alpino delle Alpi Orobie, in provincia di Bergamo. È situato presso il bacino artificiale dei Laghi Gemelli, in Valle Brembana, a 1.968 m s.l.m.
È uno dei rifugi più frequentati e apprezzati della zona, trovandosi in una posizione di notevole interesse paesaggistico, naturalistico ed escursionistico. È dotato di circa 80 posti letto, bar e ristorante.

## Storia

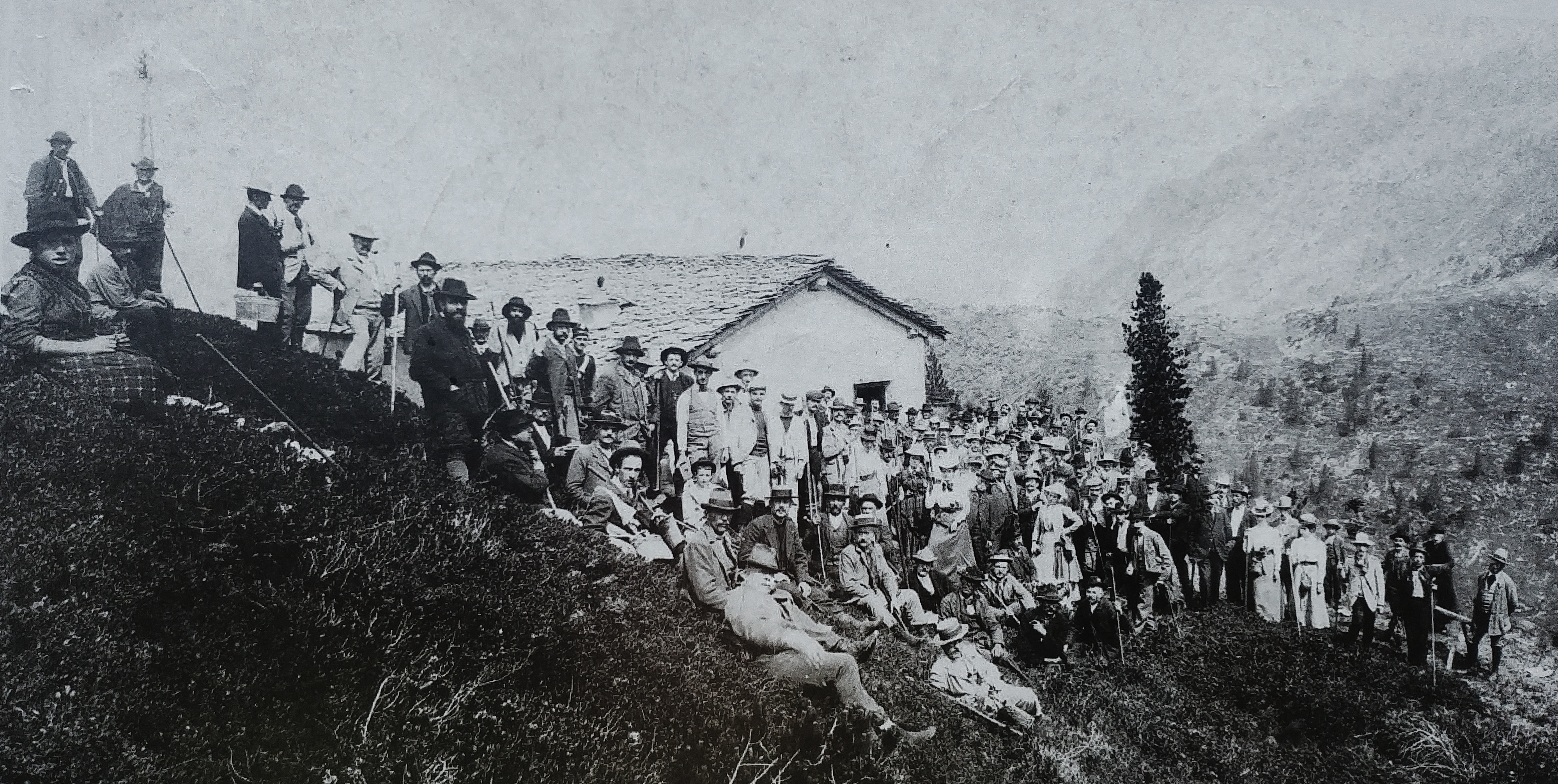
Foto d'epoca della cerimonia di inaugurazione del 1900.

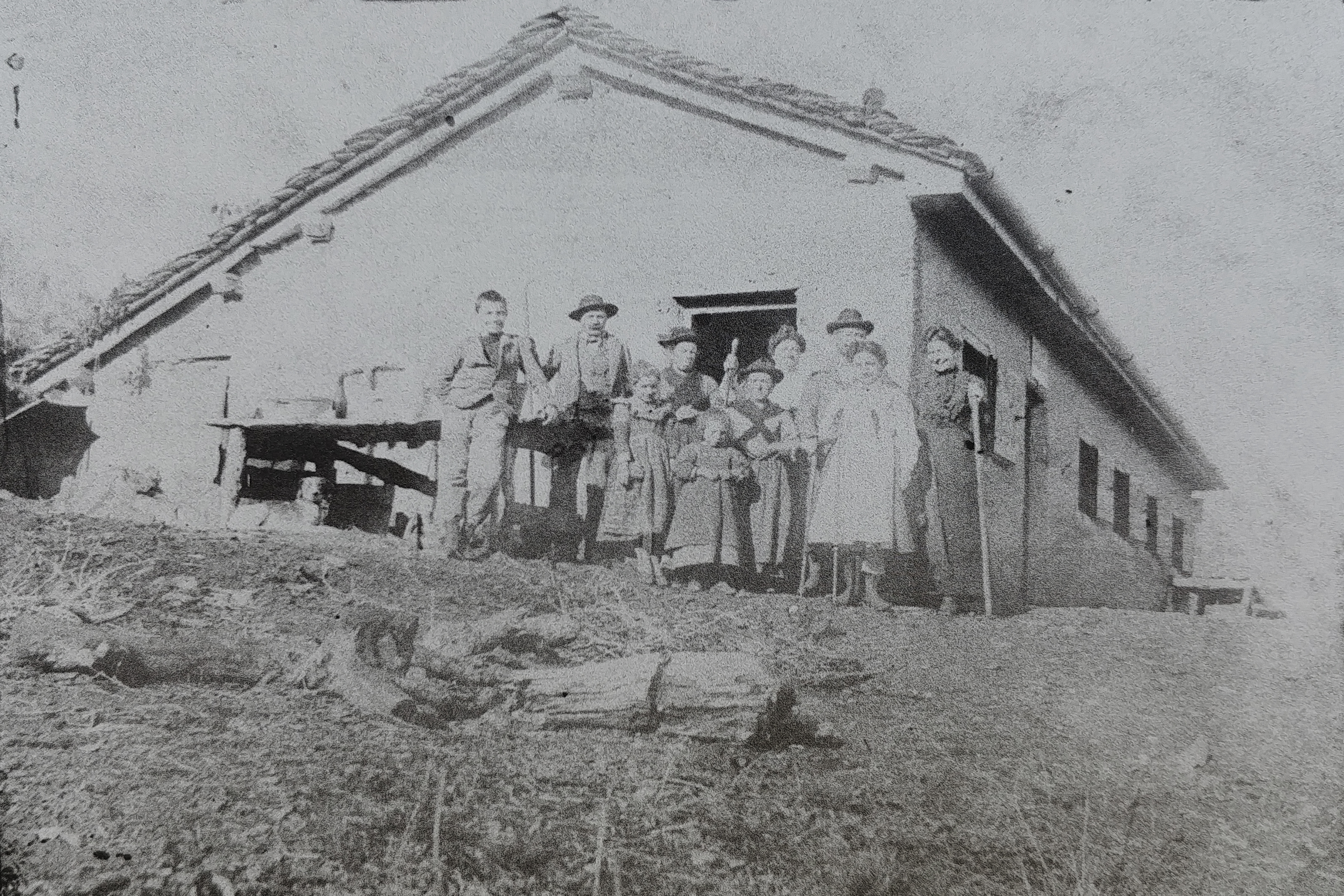
Il vecchio rifugio come si presentava nel 1901

Fin dal 1890 il CAI di Bergamo discuteva della realizzazione di un rifugio in val Brembana. Nonostante l'ipotesi iniziale fosse quella di costruirne uno sopra Carona, per agevolare la salita al pizzo del Diavolo di Tenda (funzione che verrà poi assolta nel 1935 con la costruzione del rifugio Calvi), nel 1899 si optò per l'edificazione presso i Laghi Gemelli. Tra il 1899 e il 1900 venne quindi costruito il rifugio, che consisteva in una struttura di un solo piano con 4 locali e 18 posti letto, con pareti in muratura e tetto in ardesia, posta su un dosso erboso in posizione panoramica che dava sul pizzo del Becco. La cerimonia d'inaugurazione si tenne il 1º luglio 1900 alla presenza di circa 200 persone. 
Durante la Seconda Guerra Mondiale il rifugio fu utilizzato come base operativa partigiana. Nel gennaio 1945 circa 300 soldati fascisti salirono da Carona e distrussero completamente l'edificio, incendiandolo. I pochi partigiani presenti riuscirono a mettersi in salvo avendo osservato l'avanzata fascista dal fondovalle.
Già dall'estate del 1946 iniziarono i lavori di costruzione del nuovo rifugio, che fu posizionato un centinaio di metri più a sud, più vicino allo specchio d'acqua dei laghi Gemelli, che nel frattempo era stato sbarrato da una diga nel 1932. Su progetto dell'architetto Carlo Alberto Veneziani e con la direzione del geometra Emilio Corti, il rifugio venne completato e inaugurato il 25 luglio 1948, in occasione della celebrazione del 75º anniversario della Sezione locale del CAI. Negli anni successivi la struttura ha subito diversi interventi di rinnovamento ed ampliamento.

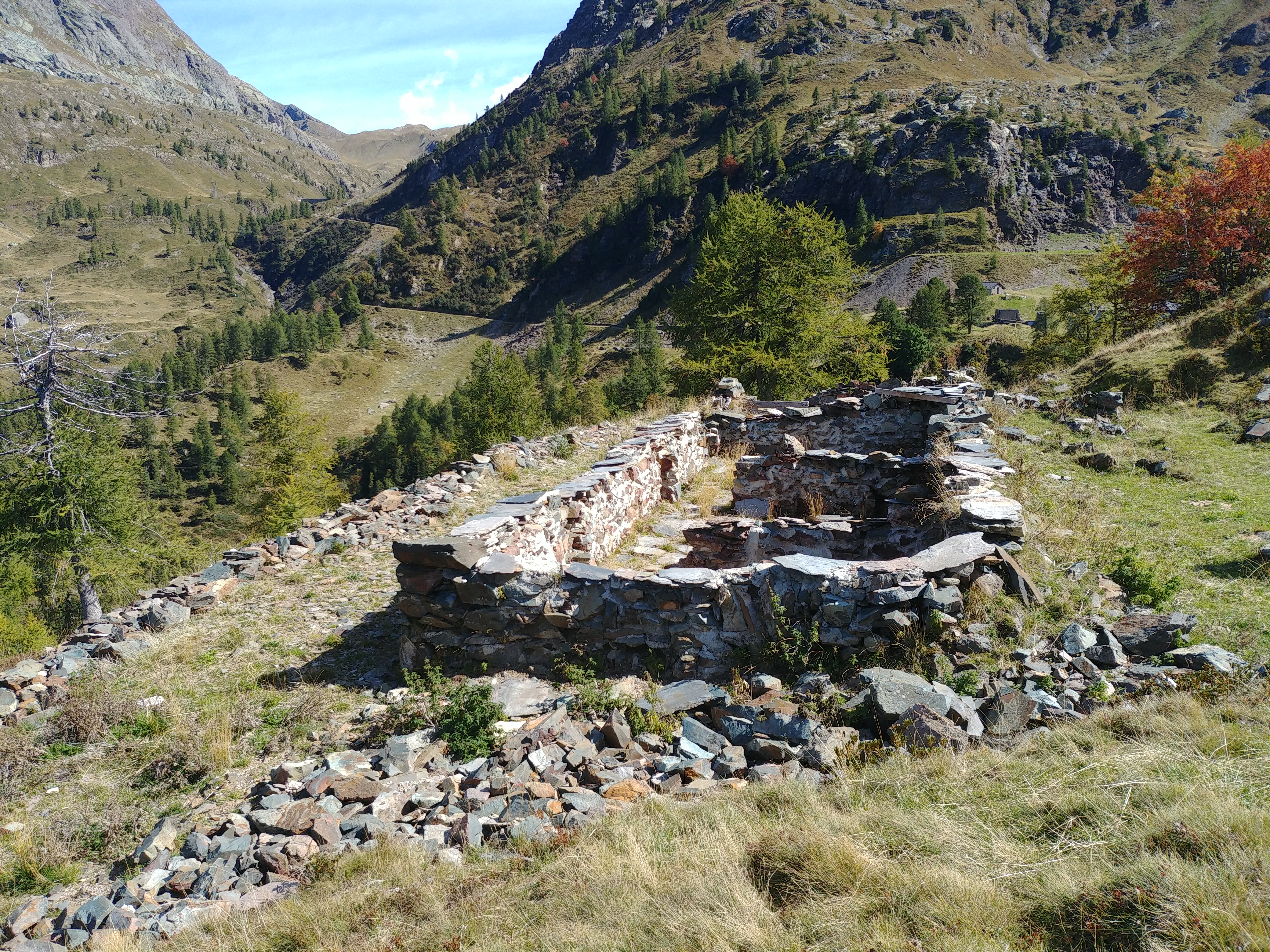
I resti del vecchio rifugio riportati alla luce nel 2015

Nella primavera 2015 l'area dove sorgeva il vecchio rifugio è stata ripulita, e sono stati riportati alla luce il vecchio perimetro dell'edificio e alcuni reperti.

## Accessi

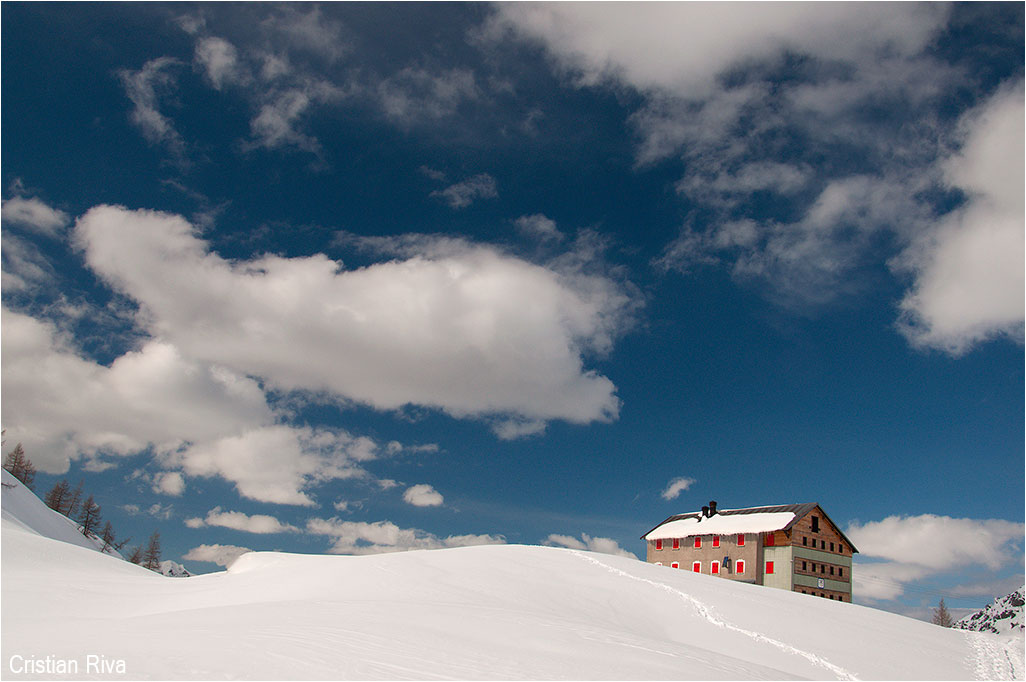
Il rifugio in inverno

Il rifugio ha 2 accessi principali. Uno è il sentiero n. 211 che parte da Carona e permette di raggiungere il rifugio in circa 3 ore, passando per il Lago Marcio ed il Lago di Pian Casere, l'altro è il sentiero 215 che vi arriva in 2 ore dalle Baite di Mezzeno (Roncobello), attraversando il Passo di Mezzeno.
È possibile raggiungere il rifugio anche da Branzi lungo il sentiero n. 212 in circa 3h30', che si congiunge al 211 al Lago di Pian Casere.

Si può arrivare al rifugio anche dalla Valle Seriana partendo dalla Valcanale e seguendo un itinerario di circa 4 ore che percorre il sentiero n. 216, che fa parte del Sentiero delle Orobie. In alternativa si può partire da Valgoglio, attraversando la val Sanguigno, lungo il sentiero n. 232, o il Passo Aviasco lungo i sentieri n. 228-229-214. In entrambi i casi il tempo di percorrenza è di circa 5 ore.

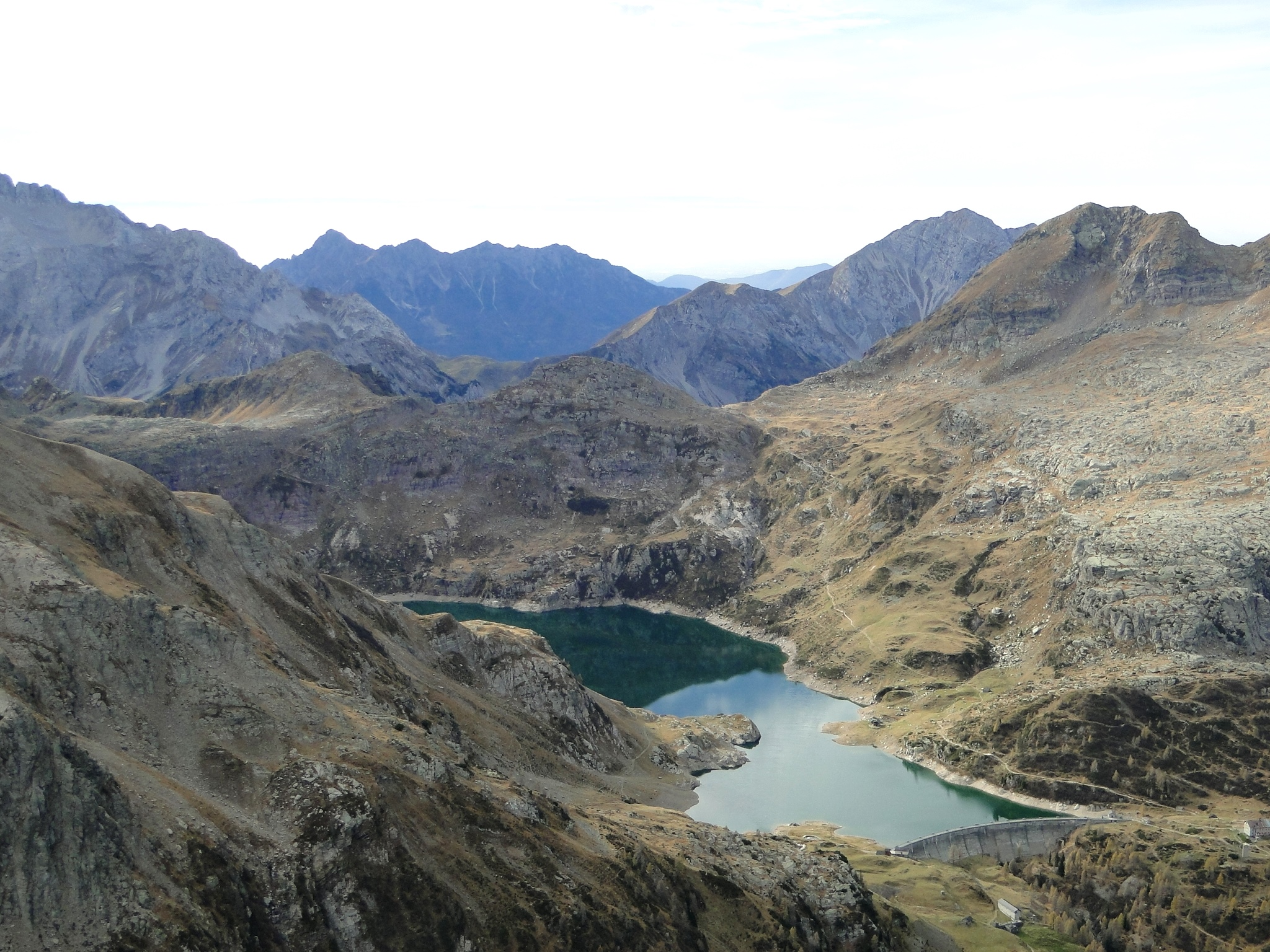
I Laghi Gemelli. Il rifugio si intravede a destra della diga

## Ascensioni
- Pizzo del Becco (2.507 m)
- Monte Spondone (2.445 m)
- Monte Corte (2.493 m)
- Pizzo Farno (2.506 m)
- Monte Pradella (2.626 m)

## Traversate
Il rifugio è la meta della 2ª tappa del Sentiero delle Orobie Orientali, che proviene dal Rifugio Alpe Corte seguendo il segnavia n. 216, percorribile in circa 3,30 ore, e la partenza della 3ª tappa, alla volta del Rifugio Fratelli Calvi,  percorribile in circa 4 ore lungo il segnavia n. 213.